# Skabelsen af skulptur
|  | Denne artikel er oprettet af botten PalnaBot ud fra en ekstern database. Den kan derfor have sproglige fejl eller mangler. Denne skabelon kan fjernes efter kontrol af indholdet. |

Skabelsen af skulptur er en film instrueret af Johnny Carlsen.

## Handling
Med Skabelsen af Skulptur vises et andet billede af kunstens verden. Her er det ikke kunstneren i sig selv, der er hovedpersonen, men selve kunstværket. Og selve fremstillingsprocessen af kunstværket er filmens handling. Man føres som betragter bag om kunstgalleriets facade og hvide vægge, og følger en bronzeskulpturs skabelsesproces fra kreativ idé over støbning og færdiggørelse til opstilling i det daværende DONG Energys domicil på Lagergårdsvej/Nesa Allé i Gentofte. Udgangspunktet er den danske billedhugger Jens-Flemming Sørensens studio i den lille italienske by Pietrasanta, hvor vi dumper ned i den kreative proces under selve formgivningen af en skulptur.